# Ovulidae
Ovulidae là một họ ốc biển trong lớp chân bụng (Gastropoda), thường được gọi là ốc giả cowrie (false cowries), ốc cowrie đồng minh (cowry allies), hay đơn giản là ốc Ovulid. Mặc dù có vẻ ngoài khá giống với họ Cypraeidae (ốc cowrie thật), Ovulidae lại thuộc một nhánh khác trong siêu họ Cypraeoidea.
Chúng hiện điện chủ yếu ở vùng nước nhiệt đới và cận nhiệt đới, với hầu hết các vùng trong khu vực Ấn-Tây Thái Bình Dương. Nhưng một số loài sống ở vùng nước ôn đới.

## Hình ảnh

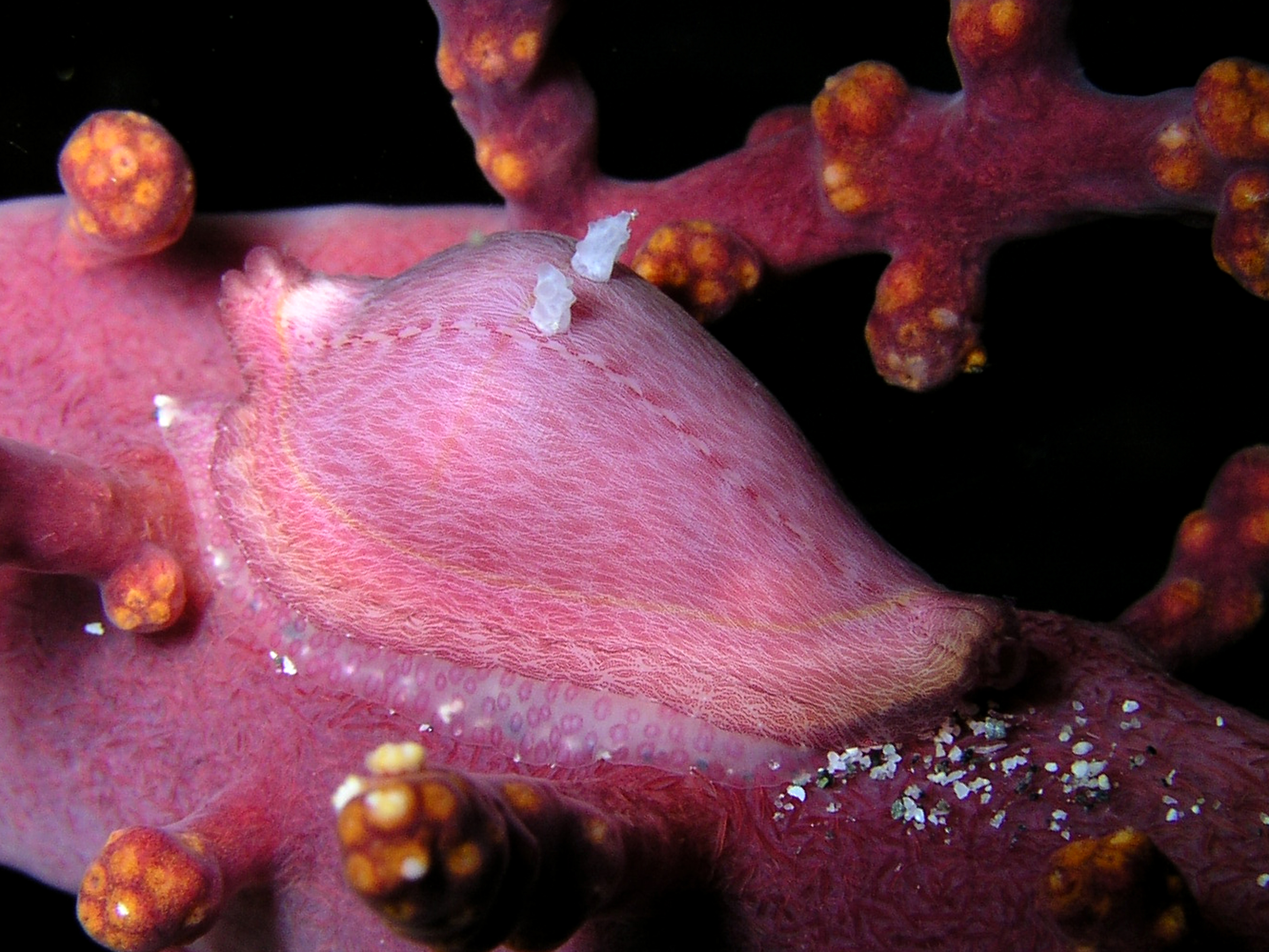
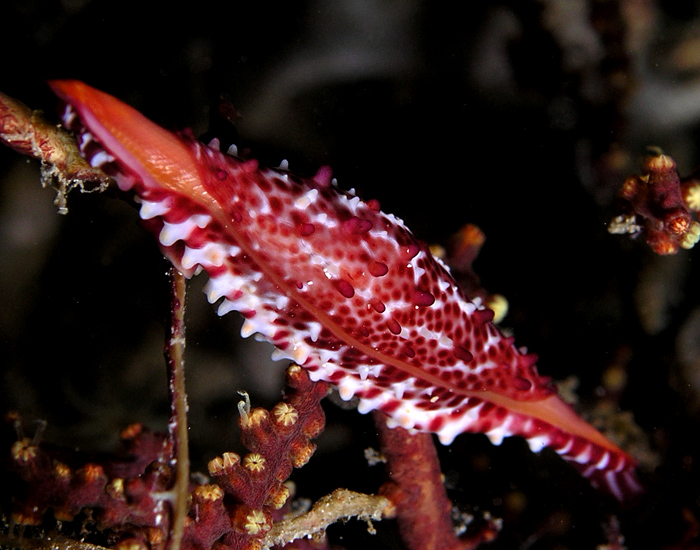
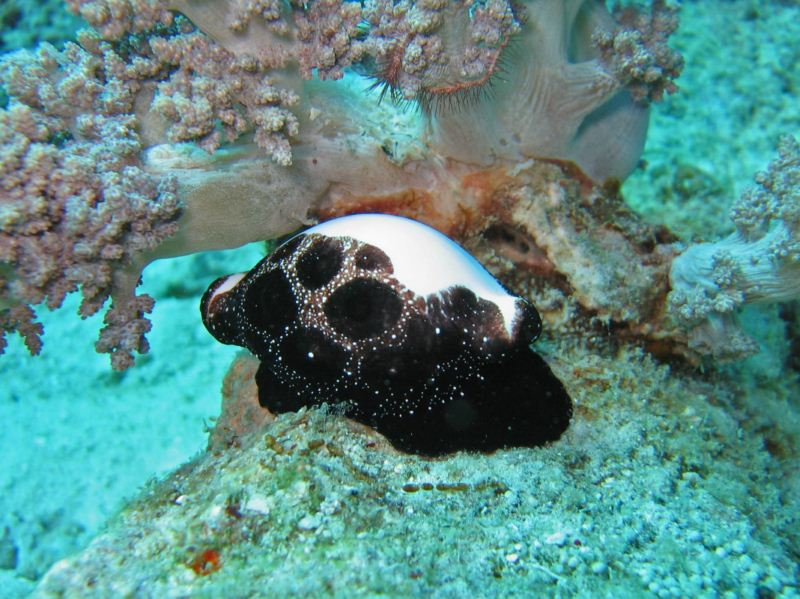
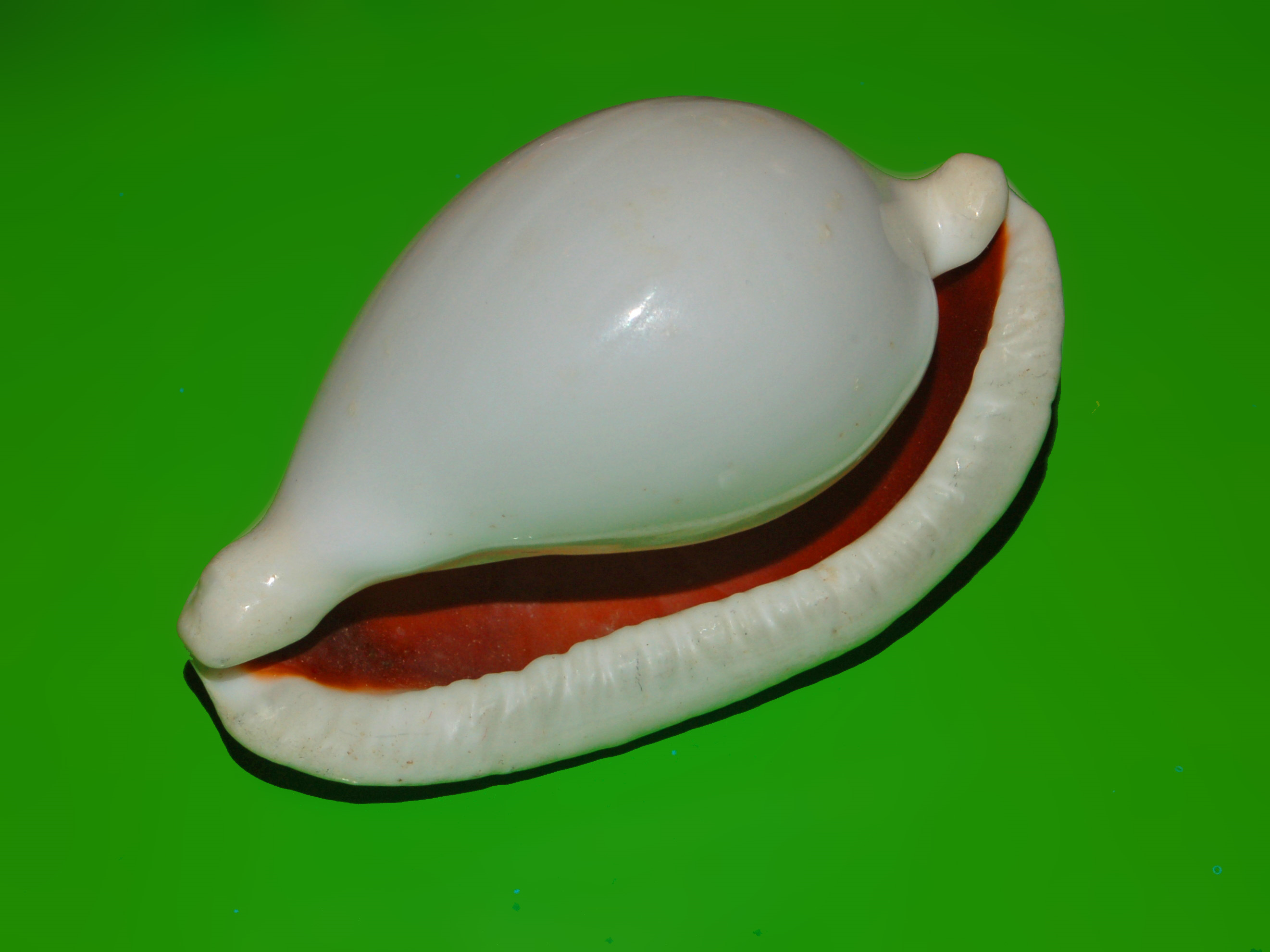

## Một số chi tiêu biểu:[2]
- Ovula
- Phenacovolva
- Pseudosimnia
- Cuspivolva
- Cymbovula